# Алоис I фон Лихтенштейн
Алоис I фон Лихтенштейн (нем. Aloys Joseph Johannes Nepomuk Melchior von und zu Liechtenstein, 14 мая 1759 — 24 марта 1805) — 9-й князь Лихтенштейн; третий сын Франца Иосифа I.

## Биография
Алоис с детства был зачислен в армию, но ушёл в отставку из-за плохого здоровья. Его основным интересом было лесоводство и садоводство, в его владениях было высажено много заморских деревьев — как по эстетическим соображениям, так и по экономическим. Для увеличения доходов он поддерживал горное дело в своих владениях в Моравии и построил чугунолитейный завод в Оломоуце.
Алоис расширил библиотеку Лихтенштейнов, приобретая целые коллекции книг. Для разработки проекта нового дворца на венской улице Херренгассе Алоис нанял архитектора Йозефа Гардтмута. Он нанимал сезонные театральные труппы и содержал оркестр. Алоис I являлся 836-м кавалером ордена Золотого руна.
Во время его правления в Лихтенштейне состоялась последняя в истории княжества смертная казнь — была обезглавлена воровка Барбара Эрни.

## Брак
15 ноября 1783 года Алоис женился в Фелдсберге на Каролине фон Мандершейд-Бланкенхайм. Детей у них не было, и после смерти Алоиса I Лихтенштейн перешёл его брату Иоганну I.